# 大学前駅 (茨城県)
大学前駅（だいがくまええき）は、かつて茨城県水戸市新原にあった茨城交通茨城線の駅である。現在は大部分が茨城交通茨大前営業所の敷地となっている。

## 歴史
- 1928年（昭和3年）7月21日 「兵営前駅」として開業[1]。
- 時期不明（1940年から1942年の間）「南袴塚駅」に改称[2]。
- 1945年（昭和20年）6月1日 上水戸駅から当駅まで電化、水浜線電車が当駅まで乗り入れ開始[1]。
- 時期不明（1949年以降[注釈 1]）「大学前駅」に改称[1]。
- 1965年（昭和40年）6月1日 水浜線廃止により乗り入れ終了。
- 1971年（昭和46年）2月11日 赤塚 - 当駅間廃止により廃駅。

## 駅構造
1面2線であり、列車交換が可能だった。